# Птилихт Гуда
Птилихт Гуда (лат. Ptilichthys goodei) — вид морских лучепёрых рыб из отряда скорпенообразных. Единственный в роде птилихтов (Ptilichthys) и семействе птилихтиевых, или птилихтовых (Ptilichthyidae).

## Распространение
Канада, Россия, США, Япония. Встречаются в северной части Тихого океана: от вод Приморского края, Курил, Сахалина и Камчатки (Японское, Охотское и Берингово моря) до побережий Аляски и Орегона (США). Редкий в южной части своего ареала вид, недавно обнаруженный в водах залива Петра Великого (Соколовская, Соколовский, 1994). Редкость обнаружения птилихта Гуда в уловах, возможно, связана с его скрытным образом жизни, а также с тем, что, попав в сети, легко проскальзывает сквозь ячейки благодаря своему тонкому угревидному телу и относительно небольшим размерам.

## Описание
Тело угреобразное, узкое, сильно вытянутое (длиной до 40 см с преобладанием в уловах особей длиной 13-18 см), покрытое очень мелкой чешуей. Число позвонков: 236—240. Брюшные плавники отсутствуют. Придонные рыбы, встречаются на илистых и песчано-илистых грунтах в зоне глубин от 20 до 100 м. Взрослый особи способны зарываться в ил, проделывая в нем ходы и норы. Молодые особи длиной до 15 см могут в ночное время подниматься к поверхности на свет. Личинки и мальки обнаружены в пелагиали. В пищевом рационе присутствуют мелкие донные беспозвоночные. Вид был впервые описан в 1881 году американским ихтиологом Тарлетоном Хоффманом Бином (1846—1916) и назван в честь зоолога Джорджа Брауна Гуда (1851—1896).